# Lupta de la Cașin (1916)
Lupta de la Cașin a fost o acțiune militară de nivel tactic, desfășurată pe Frontul Român, în timpul campaniei din anul 1916 a participării României la Primul Război Mondial. Ea s-a desfășurat în perioada 9/22 decembrie - 18/31 decembrie 1916 și a avut ca rezultat stoparea înaintării forțelor Puterilor Centrale, în ea fiind angajate forțe aliate din Divizia 15 Infanterie, Brigada 7 Mixtă și Divizia 14 Infanterie rusă și forțe ale Puterilor Centrale din Divizia 49 Rezervă germană, Divizia 187 Infanterie germană și Divizia 71 Infanterie austro-ungară. A făcut parte din acțiunile militare care au avut loc în stabilizarea frontului pe Siret.:p. 532

## Comandanți

### Comandanți aliați
- General Eremia Grigorescu
- Colonel Alexandru D. Sturdza
- General Vladimir Ivanovici Sokolov

### Comandanți ai Puterilor Centrale
- General Eugen Ritter von Zoellner
- General Edwin Sunkel
- General Georg Thumb von Neuburg